# 道の駅ゆうひパーク三隅
道の駅ゆうひパーク三隅（みちのえき ゆうひパークみすみ）は、島根県浜田市三隅町折居にある国道9号の道の駅である。
管理者は有限会社ゆうひパーク三隅である。

## 施設
- 駐車場
  - 普通車：28台
  - 大型車：6台
  - 身障者用：3台
- トイレ
  - 男：大 2器、小 6器
  - 女：6器
  - 身障者用： 1器
- 公衆電話：2台
- 公衆FAX
- レストラン 9:00 - 16:40（11月1日 - 3月10日）、9:00 - 17:00（3月11日 - 10月31日）
- ショッピング 9:00 - 16:40（11月1日 - 3月10日）、9:00 - 17:30（3月11日 - 10月31日）
- 自動販売機
- 休憩所 9:00 - 17:30 （水曜日のみ 9:00 - 17:00）
  - 電話兼FAX 1台 利用可能時間は休憩所のものに準ずる
- 公園
- 公衆電話 1台（24時間利用可能）
- 郵便ポスト（三隅郵便局）

## 休館日
- 年中無休

## 周辺の名所
- 大平桜（国の天然記念物）
- 龍雲寺庭園
- 大麻山神社
- 眼下に臨む日本海に沿って山陰本線が走っており、近辺は鉄道写真の撮影ポイントの一つとなっている[1]。